# リトル・レッド レシピ泥棒は誰だ!?
『リトル・レッド レシピ泥棒は誰だ!?』（リトル・レッド レシピどろぼうはだれだ!?、Hoodwinked）は、ワインスタイン・カンパニーによるアメリカ合衆国の映画作品で、全編3Dアニメーションで製作されている。アメリカでの映画公開は2005年12月16日。日本語版の日本での公開は2007年10月6日。
『赤ずきん』の話をベースに、『羅生門』や『ユージュアル・サスペクツ』等、様々な映画のシーンを織り交ぜて作られている。
アメリカでは、この映画の続編に当たる、｢リトル・レッド2 ～ヘンゼルとグレーテル誘拐事件!?～｣（『Hood vs. Evil』）が2010年に製作された。（全米公開は、2011年4月29日）

## あらすじ
レッド、パケットおばさん、カーク、オオカミの4人は、森じゅうのお店からお菓子作りのレシピを盗んだレシピ泥棒の疑いをかけられてしまう。探偵ニッキーは、彼らからそれぞれ事情聴取を始めたのだが……。

## キャスト

### 英語版キャスト
- レッド：アン・ハサウェイ
- パケットおばあさん：グレン・クローズ
- カーク：ジム・ベルーシ
- オオカミ：パトリック・ウォーバートン
- トゥイッチー：コリー・エドワーズ
- ニッキー：デヴィッド・オグデン・スティアーズ
- グリズリー署長：イグジビット
- ビル刑事：アンソニー・アンダーソン
- ボインゴ：アンディ・ディック
- ウールマーク：チャズ・パルミンテリ
- ヤペス：ベンジー・ゲイザー

### 日本語吹替版キャスト
- レッド：上野樹里
- オオカミ：加藤浩次（極楽とんぼ）
- ニッキー：ケンドーコバヤシ
- パケットおばあさん：小宮和枝
- カーク：岩崎ひろし
- ボインゴ：関智一
- グリズリー署長：福田信昭
- ビル刑事：清水明彦
- トゥイッチー：落合弘治
- ヤペス：御徒町洋一
- トミー：高戸靖弘
- ジェリー：田村勝彦
- クウィル：金田朋子
- ウールマーク：小川剛生

## スタッフ

### 英語版
- 監督：コリー・エドワーズ
- 共同監督：トニー・リッチ、トッド・エドワーズ
- 脚本：コリー・エドワーズ、トッド・エドワーズ、トニー・リッチ
- 音楽：ジョン・マーク・ペインター
- 配給：ワインスタイン・カンパニー

### 日本語吹替版
- 吹替演出：木村絵理子
- 吹替翻訳：杉田朋子
- 吹替監修：鈴木おさむ
- 吹替調整：吉田佳代子
- 吹替スタジオ：東北新社
- 主題歌：原由子「大好き!ハッピーエンド」
- 配給：クロックワークス